# Iron March
Iron March (en français : « Marche de fer ») est un forum en ligne néonazi fondé en septembre 2011 par Alicher Moukhitdinov et fermé en novembre 2017.
Ce forum fait naître un réseau transnational composé de plusieurs groupes néonazis accélérationnistes violents, dont National Action au Royaume-Uni et la Division Atomwaffen aux États-Unis.

## Histoire
Iron March est fondé en septembre 2011 par Alicher Moukhitdinov, plus connu sous le pseudonyme Alexander Slavros,,. Une française résidant à Bruxelles fait également partie des fondateurs. Iron March succède au forum International Third Positionist Federation.
D'origine russo-ouzbèke et issu d'une famille influente — un proche parent du côté paternel, Nouritdin Moukhitdinov (ru), ayant été membre du présidium du Comité central du Parti communiste de l'Union soviétique — Alicher Moukhitdinov étudie à l'université d'État de Moscou et à l'Institut d'État des relations internationales de Moscou avant d'en être exclu. Il est l'auteur de Next Leap, un manifeste de plus de 200 pages théorisant le fascisme et les théories raciales, qui sert d'outil de recrutement pour le forum.
Le forum se développe d'abord autour d'un groupe central d'utilisateurs réguliers, avant de connaître un renouvellement important de sa base d'utilisateurs entre 2014 et 2016. Le forum enregistre un pic d'activité autour de l'élection présidentielle américaine de 2016. Les discussions, d'abord principalement idéologiques, évoluent progressivement vers des aspects plus pratiques et organisationnels.
Iron March ferme en novembre 2017, sans explication,,. En mai 2018, le site Fascist Forge est créé dans l'intention de poursuivre les activités d'Iron March, mais il ne réussit pas à atteindre la même influence en raison de son caractère trop exclusif et du doxxing de plusieurs membres d'Iron March. Il devient largement inactif fin 2019, et ferme en 2020.
En novembre 2019, la base de données complète d'Iron March est divulguée sur Internet Archive par un compte antifasciste anonyme, révélant à la fois les messages publics et privés ainsi que les informations d'inscription des utilisateurs,,. À la suite de cette fuite, trois militaires des forces armées américaines et un capitaine pénitentiaire américain sont identifiés,. Deux militaires des Forces armées canadiennes sont également identifiés, dont l'un était modérateur et organisait des ventes d'armes illégales en Europe de l'Est,.

## Le «réseau Iron March»
Selon la chercheuse H.E. Upchurch, en tant qu'espace social fermé, le forum permet à de jeunes néofascistes, notamment ceux ne trouvant pas leur place dans les organisations traditionnelles, de développer une identité collective en ligne. Cette dynamique communautaire sert d'incubateur pour l'émergence d'un réseau transnational de groupes néonazis accélérationnistes violents, les membres passant progressivement des échanges en ligne à la formation de groupes locaux interconnectés,,. Le réseau est parfois qualifié de « réseau Iron March »,.

Logotype de la Division Atomwaffen.

Le premier groupe issu de ce forum est National Action au Royaume-Uni, fondé en 2013. Suivant le succès de l'organisation, les administrateurs d'Iron March élaborent des manuels de militantisme pour faciliter la création d'autres cellules locales. Le forum contribue ainsi directement à la formation de la Division Atomwaffen et de Vanguard America aux États-Unis en 2015, d'Antipodean Resistance en Australie en 2016, de Skydas en Lituanie, et de Misanthropic Division. À partir de 2015, l'Ordre des neuf angles (O9A) commence à influencer ce réseau d'organisations issues d'Iron March via Ryan Fleming, un adhérent de longue date de l'O9A connu sur le forum sous le pseudonyme « Atlas ».
Iron March est également lié à plusieurs autres groupes néonazis et néofascistes à travers le monde, dont Aube dorée, le bataillon Azov, le Mouvement de résistance nordique, CasaPound et Blood and Honour,,.
Selon le Southern Poverty Law Center, Iron March est lié à une centaine de crimes de haine. En 2015, une membre d'Iron March est arrêtée alors qu'elle projette une tuerie de masse dans un centre commercial à Halifax (en),. En mai 2017, le cofondateur de la Division Atomwaffen tue ses colocataires lors d'une dispute liée à sa conversion à l'islam salafiste à Tampa, en Floride.
Des utilisateurs actifs du forum jouent également un rôle décisif dans la planification de la manifestation « Unite the Right » à Charlottesville en août 2017. Parmi les 25 individus et organisations visés par une plainte civile déposée en septembre 2019 concernant le rassemblement, au moins cinq possédaient des comptes actifs sur Iron March. À l'automne 2017, Jack Renshaw (en), membre de National Action, est arrêté pour avoir projeté l'assassinat de la députée Rosie Cooper en raison de ses positions pro-immigration.
Après sa disparition, le réseau associé à Iron March se déplace sur des applications cryptées comme Telegram et Wire et donne naissance à de nouvelles organisations terroristes comme La Base, Feuerkrieg Division, Sonnenkrieg Division et le National Socialist Order,.

## Démographie
À sa fermeture, le forum comptabilise 1 207 utilisateurs inscrits, dont 875 ont publié au moins un message et 659 ont participé à des conversations. Bien que souvent associé aux groupes suprémacistes blancs américains et majoritairement anglophone, moins de la moitié des utilisateurs du forum est basée aux États-Unis selon leurs adresses IP. Le forum attire notamment des utilisateurs du Royaume-Uni, du Canada, d'Australie, des Pays-Bas, d'Allemagne, de Suède et du Brésil,,.
Les membres, dont la moyenne d'âge est de 28 ans, sont généralement familiers des réseaux sociaux et des forums en ligne, interagissent également via des plateformes privées comme Skype et d'autres messageries, où ils développent des relations plus étroites à travers des discussions politiques et des activités communes.

## Position idéologique

James Mason.

Le site promeut des textes néonazis comme Siege de James Mason et Les Carnets de Turner de William Pierce. Il a pour slogan « Gazez les Juifs ! Guerre raciale maintenant ! ». D'après la chercheuse H.E. Upchurch, ses membres sont partisans du fascisme traditionaliste et se concentrent davantage sur l'organisation politique d'un futur État fasciste que sur les questions raciales. Ses membres se démarquent explicitement de l'alt-right qu'ils jugent trop modérée.